# Lost and Won (film 1917)
Lost and Won è un film muto del 1917 diretto da Frank Reicher e (non accreditato) Cecil B. DeMille  (o James Young) assistito alla regia da W. S. Van Dyke.

## Trama
Cinders, giovanetta di bella presenza, è corteggiata dai giovanotti che la frequentano e che vorrebbero tutti sposarla. Quando torna a casa, finite le scuole, è diventata un'affascinante giovane donna. Scopre che Walter Crane, il suo padrino, ha perso tutto il suo denaro ed è accusato di aver rubato 50.000 dollari. Cinders trova lavoro come reporter presso un giornale e si mette a investigare sul furto alla banca, scoprendo che il ladro in effetti è il direttore, Kirkland Gaige che ha rubato il denaro per comperare un collier alla sua amante, accusando al suo posto Crane. Cinders e Crane alla fine si sposano.

## Produzione
La regia, secondo  The American Film Institute Catalog e L'eredità DeMille sarebbe da accreditare a James Young, assistito da W. S. Van Dyke, mentre secondo l'Internet Movie Database la regia sarebbe di Frank Reicher e (non accreditato) Cecil B. DeMille, che era il produttore.
Anche il direttore alla fotografia è controverso, alcuni attribuiscono la fotografia a Harold Rosson, mentre le liste dei film della Paramount la attribuiscono a Paul Perry.

## Distribuzione
Il copyright del film, richiesto dalla Jesse L. Lasky Feature Play Co., fu registrato il 16 gennaio 1917 con il numero LP9997. Distribuito dalla Paramount, il film uscì nelle sale statunitensi il 22 gennaio 1917.
Copia completa della pellicola si trova conservata negli archivi della Library of Congress di Washington.